# I Løvens tegn
I Løvens tegn er en dansk hardcore-pornofilm fra 1976. Der er tale om den fjerde sexkomedie i rækken af de populære stjernetegnsfilm, der blev produceret i 1970'erne. Filmen er instrueret af Werner Hedman og har manuskript af Hedman, Edmondt Jensen og Anders Sandberg.

## Handling
En erotisk erindringsbog skaber ravage på et gods, da flere af tidligere beboere indgår i bogen. Godsets nuværende beboer er meget puritansk, men ved ikke, at hans to tanter står bag bogen og i deres unge dage var med i skandalerne.

## Medvirkende
- Sigrid Horne-Rasmussen – Rosa
- Ann-Marie Berglund – Rosa som ung
- Else Petersen – Soffy
- Anne Magle – Soffy som ung
- Ole Søltoft – Toni Bram
- Poul Bundgaard – Anton F. Møller
- Lizzi Varencke – Karin
- Karl Stegger – Postbud
- William Kisum – Grev Johan
- Ib Mossin – Grev Hubert
- Bent Warburg – Fotograf Oscar Pilford
- Anne Bie Warburg – Emma Pilford
- Judy Gringer – Bardame
- Arthur Jensen – Kriminalkommissær Petersen
- Tony Rodian – Butiksassistent
- Gertie Jung – Dame i tog
- Louise Frevert – Danser
- Suzanne Bjerrehuus – En af grevens piger